# Поточник, Янез
Янез Поточник (словен. Janez Potočnik; 22 марта 1958, поселение Кроппа, Словения) — словенский политик, с 2010 года — европейский комиссар по окружающей среде. Бывший министр Словении по европейским делам.

## Биография
В 1984—1987 годах работал в качестве помощника директора, а в 1993—2001 годах — директор Института макроэкономического анализа и развития в Любляне. С 1988 по 1993 года — старший научный сотрудник Института экономических исследований в Любляне. В 1993 году он получил докторскую степень по экономике в Люблянского университета.
В 2001—2002 годах Я. Поточник занимал должность советника министра Кабинета министров Словении, а с 2002 по 2004 года — министр по делам Европы. Он возглавлял делегации на переговорах о присоединении Словении к ЕС в период между 1998 и 2004 годами. В том же году он стал еврокомиссаром по вопросам по вопросам науки и исследований.